# Inhaúma
Inhaúma es un municipio brasilero del estado de Minas Gerais. Su población estimada en 2004 era de 5.416 habitantes.

## Historia
Muy próximo a Sete Lagoas, había un sitio con un gran número de pájaros conocidos como inhumas,de los cuales puede haber nacido el nombre de la ciudad. No obstante, otros especulan que fue debido a la existencia de un tipo de barro limoso, propio de la cerámica, en especial para la manufactura de utensílios domésticos, denominado "nhae-um" por los indios primitivos de la región, que dio origen al nombre del lugar.
Los primeros habitantes no índígenas de la localidad fueron los descendientes de la familia Ribeiro, que trabajban en la región, dedicándose a la agricultura y a la ganadería. Uno de los miembros de esa familia, Francisco Migri, donó terrenos para la construcción de una iglesia católica, y esta donación configura uno de los primeros registros del surgimiento del poblado.
En 1875, se crea el distrito regional y, el primer cura, llegó a la parroquia en 1880. No obstante, no es hasta 1948 cuando el municipio es creado, separándose de Sete Lagoas.
La primera autoridad pública municipal fue el prefecto Américo Alves Teixeira.
El gentílico para Inhaúma es inhaumense.